# Shanghai Greenland Shenhua FC
Shanghai Greenland Shenhua Football Team (în chineză simplificată: 上海绿地申花足球队; chineză tradițională: 上海綠地申花足球隊; pinyin: Shànghǎi Lǜdì Zúqiú Jùlèbù), este un club chinez de fotbal care în prezent evoluează în Prima Ligă Chineză. Echipa își are sediul în Shanghai și își joacă meciurile pe Stadionul Hongkou Football, cu o capacitate de 33.060. Actualul acționar majoritar al clubului este Greenland Group care oficial a preluat operarea clubului, după ce pe 31 ianuarie 2014 a cumpărat 28,5% din activele precedentului acționar majoritar, Zhu Jun.

## Lotul actual
La 11 februarie 2025.
| Nr. |                            | Poziție | Jucător              |
| --- | -------------------------- | ------- | -------------------- |
| 2   | Republica Populară Chineză | F       | Wang Shilong         |
| 3   | Republica Populară Chineză | F       | Jin Shunkai          |
| 4   | Republica Populară Chineză | F       | Jiang Shenglong      |
| 5   | Republica Populară Chineză | F       | Zhu Chenjie          |
| 6   | Franța                     | M       | Ibrahim Amadou       |
| 7   | Republica Populară Chineză | M       | Xu Haoyang           |
| 8   | Republica Populară Chineză | M       | Dai Wai Tsun         |
| 9   | Brazilia                   | A       | André Luis           |
| 10  | Portugalia                 | M       | João Carlos Teixeira |
| 11  | Brazilia                   | A       | Saulo Mineiro        |
| 13  | Portugalia                 | F       | Wilson Manafá        |
| 14  | Republica Populară Chineză | A       | Xie Pengfei          |
| 15  | Republica Populară Chineză | M       | Wu Xi                |
| 16  | Republica Populară Chineză | F       | Yang Zexiang         |
| 17  | Republica Populară Chineză | M       | Gao Tianyi           |
| 20  | Republica Populară Chineză | A       | Yu Hanchao           |
| 22  | Republica Populară Chineză | P       | Xue Qinghao          |

| Nr. |                            | Poziție | Jucător       |
| --- | -------------------------- | ------- | ------------- |
| 23  | Republica Populară Chineză | M       | Nico Yennaris |
| 27  | Hong Kong                  | F       | Shinichi Chan |
| 30  | Republica Populară Chineză | P       | Bao Yaxiong   |
| 32  | Republica Populară Chineză | F       | Eddy Francis  |
| 33  | Republica Populară Chineză | M       | Wang Haijian  |
| 34  | Republica Populară Chineză | A       | Liu Chengyu   |
| 35  | Republica Populară Chineză | M       | He Xin        |
| 36  | Republica Populară Chineză | A       | Fei Ernanduo  |
| 37  | Republica Populară Chineză | A       | Marcel Petrov |
| 39  | Republica Populară Chineză | A       | Liu Yujie     |
| 41  | Republica Populară Chineză | P       | Zhou Zhengkai |
| 42  | Republica Populară Chineză | F       | Wang Junqiang |
| 43  | Republica Populară Chineză | F       | Yang Haoyu    |
| 44  | Republica Populară Chineză | P       | Liu Haoran    |
| 45  | Republica Populară Chineză | M       | Han Jiawen    |
| 46  | Republica Populară Chineză | F       | He Bizhen     |

## Jucători celebri
- Didier Drogba (2012)
- Nicolas Anelka (2012-13)

## Antrenori
| Shenhua FC - Xu Genbao (Dec 10, 1993–Dec 31, 1996) - Yordan Ivanov Stoikov (1997) - Andrzej Strejlau (1 iulie 1997 – 30 iunie 1998) - Muricy Ramalho (1998) - Sebastião Lazaroni (1999) - Ljupko Petrović (2000) SVA Smeg FC - Ilija Petković (2001) - Xu Genbao (Dec 1, 2001–23 iulie 2002) - Wu Jingui (interim) (22 iulie 2002–Dec 31, 2002) - Wu Jingui (Jan 1, 2003–Dec 31, 2003) - Howard Wilkinson (1 martie 2004 – 30 mai 2004) - Jia Xiuquan (2004) - Valeri Nepomniachi (2004–05) - Wu Jingui (Jan 1, 2006–Dec 31, 2006) | Shanghai Shenhua - Osvaldo Gimenez (2007) - Wu Jingui (interim) (Sept 1, 2007–Dec 31, 2007) - Wu Jingui (Jan 1, 2008–Sept 3, 2008) - Jia Xiuquan (Sept 1, 2008–Dec 1, 2009) - Miroslav Blažević (Dec 19, 2009–Aug 9, 2011) - Xi Zhikang (Jan 1, 2011–Dec 31, 2011) - Dražen Besek (Aug 10, 2011–Dec 31, 2011) - Jean Tigana (Jan 1, 2012–26 aprilie 2012) - Jean-Florent Ikwange Ibenge (interim) (26 aprilie 2012–29 mai 2012) - Sergio Batista (30 mai 2012–4 iulie 2013) - Nicolas Anelka (Short Spell Player Coach) (April 2012) - Shen Xiangfu (5 iulie 2013–29 martie 2014) | Greenland Shenhua - Sergio Batista (29 martie 2014–) |

## Palmares

### Național
- Chinese Jia-A League  (1): 1995, 2003

- Cupa Chinei  (1): 1998

- Supercupa Chinei (3): 1995, 1998, 2001

### Internațional
- A3 Champions Cup  (1): 2007

## Recorduri
- Cea mai mare victorie acasă: 7–1 v Bayi Zebon (18 august 2002)[3]
- Cea mai mare victorie în deplasare: 6–2 v Shenyang Ginde (10 iunie 2001)
- Cea mai mare înfrângere acasă: 1–6 v Guangzhou Apollo (14 august 1994)
- Cea mai mare înfrângere în deplasare: 1–9 v Beijing Guoan (20 iulie 1997)[4]